# Regnière-Écluse
Regnière-Écluse – miejscowość i gmina we Francji, w regionie Hauts-de-France, w departamencie Somma.
Według danych na rok 2011 gminę zamieszkiwało 137 osób, a gęstość zaludnienia wynosiła 14 osób/km² (wśród 2293 gmin Pikardii Regnière-Écluse plasuje się na 872. miejscu pod względem liczby ludności, natomiast pod względem powierzchni na miejscu 482.).